# 摩納哥人聯盟
摩纳哥人联盟（法語：Union Monégasque）是摩纳哥的一个中间派政党，成立于2013年。该政党在2013年于国民议会中获得了3个席位，但在2018年大選中只保住了一个席位。